# NGC 7753
NGC 7753 é uma galáxia espiral barrada (SBbc) localizada na direcção da constelação de Pegasus. Possui uma declinação de +29° 29' 02" e uma ascensão recta de 23 horas, 47 minutos e 04,8 segundos.
A galáxia NGC 7753 foi descoberta em 12 de Setembro de 1784 por William Herschel.